# Нейро-нечёткие системы
Нейро-нечёткие системы или Нечёткие нейронные сети — это системы из области искусственного интеллекта, были предложены Ж. С. Р. Чангом, которые комбинируют методы искусственных нейронных сетей и систем на нечёткой логике. Нейро-нечёткие системы являются результатом попытки создания гибридной интеллектуальной системы, которая бы давала синергетический эффект этих двух подходов путём комбинирования человекоподобного стиля рассуждений нечётких систем с обучением и коннекционистской структурой нейронных сетей. Основная сила нейро-нечётких систем состоит в том, что они являются универсальными аппроксиматорами со способностью запрашивать интерпретируемые правила ЕСЛИ-ТО.
Преимущество нейро-нечётких систем включает в себя две противоречивые необходимости нечёткого моделирования: интерпретируемость и точность. На практике, одно из них всегда преобладает. Нейро-нечёткие системы в исследовательской сфере нечёткого моделирования разделены на две зоны:
- лингвистическое нечёткое моделирование, которое ориентировано на интерпретируемость, в основном, в модели Мамдани;
- точное нечёткое моделирование, которое ориентировано на точность, в основном, в модели Такаги-Сугено-Канга (ТСК).